# Aspalathus incurva
Aspalathus incurva är en ärtväxtart som beskrevs av Carl Peter Thunberg. Aspalathus incurva ingår i släktet Aspalathus och familjen ärtväxter. Inga underarter finns listade i Catalogue of Life.